# Zorge (stanice Moskevského centrálního okruhu)
Zorge (rusky Зорге) je stanice na Moskevském centrálním okruhu. Je pojmenována podle nedaleké ulice, která nese jméno sovětského špiona Richarda Sorge. Ze stanice Zorge je možné uskutečnit bezplatný přestup na 800 metrů vzdálenou stanici Okťabrskoje Pole Tagansko-Krasnopresněnské linky. Jedná se o jednu z pěti stanic, které nebyly spuštěny spolu se zprovozněním linky.

## Charakter stanice
Stanice Zorge se nachází na hranici čtvrtí Chorošovskij rajon (Хорошёвский район) a Chorošovo-Mňovniki (Хорошёво-Мнёвники) mezi 3. Chorošovskou ulicí  (3-я Хорошёвская улица) a ulicí Zorge.
Stanice má dvě nástupiště, obě jsou zastřešena, jedno je bokové a druhé ostrovní. Stanice disponuje dvěma vestibuly, východ ze západního míří k 3. Chorošovské ulici, ulici Maršala Birjuzova (Улица Маршала Бирюзова) a ulici Berzanina  (Улица Берзарина), východní přimyká k ulici Zorge. Nástupiště jsou dostupná z nadchodu nad tratí. 